# Варка (город)
Варка (пол. Warka)  —  город  в Польше, входит в Мазовецкое воеводство, Груецкий повят.  
Имеет статус городско-сельской гмины. 
Занимает площадь 25,78 км². 
Население — 11 035 человек (на 2004 год). Через город протекает река Пилица, самый длинный левый приток Вислы.
Город известен своим пивоварением.

## История
Первое упоминание относится к 13 веку. Варка получила права города между 1284 и 1321 годами, поскольку в 1321 году князь Восточной Мазовии Тройден I упоминает её в этом качестве. Город развивался в основном как центр производства пива и благодаря торговле.
В 1478 году князь Болеслав V Варшавский предоставил Варке привилегию, предусматривающую исключительное право поставлять местное пиво своему двору и продавать его в подвале Варшавской ратуши.
С 1795 года после третьего раздела Речи Посполитой город входил в состав Пруссии.
В 1807–1815 годах в составе Варшавского герцогства, затем в Королевстве Польском. 
В 1934 году Варка получила железнодорожное сообщение с Краковом и Варшавой.
16 января 1945 года город был освобождён частями 8-й гвардейской армии 1-го Белорусского фронта, 2-й стрелковой дивизии Генрика Домбровского и 3-й пехотной дивизии Ромуальда Траугутта Войска Польского. 